# You Don't Know Jack (videojuego de 2011)
You Don't Know Jack es un videojuego de fiesta de 2011 desarrollado por Jellyvision Games y publicado por THQ. Fue la primera entrada de Jellyvision en la serie You Don't Know Jack después de una pausa de ocho años. El juego fue lanzado en América del Norte el 8 de febrero de 2011, para las plataformas Microsoft Windows, Nintendo DS, PlayStation 3, Wii y Xbox 360. El juego aprovechó la conectividad en línea y otras características de las consolas de juegos modernas. Aproximadamente dos meses después se lanzó un puerto iOS para un solo jugador, pero luego se retiró en previsión de un cliente más sólido basado en la versión de Facebook del juego.
El juego está estructurado en torno a un concurso ficticio presentado por Cookie Masterson (con la voz de Tom Gottlieb), en el que los jugadores responden diez preguntas de opción múltiple y luego compiten en una ronda final llamada «Jack Attack». Responder rápida y correctamente genera dinero virtual para seguir las puntuaciones de los jugadores, mientras que las respuestas incorrectas son penalizadas. Según el lema del juego, «el juego de trivia irreverente», las preguntas a menudo combinan conocimientos generales con referencias a la cultura popular y juegos de palabras verbales para determinar la respuesta correcta. Similar al cuarto juego, The Ride, el juego de 2011 ofrece 73 episodios con un conjunto predefinido de preguntas en el juego base (la versión de DS solo tiene los primeros 37) y con más episodios disponibles como DLC, solo disponible para compra digital en Xbox 360 y PlayStation 3.
El juego, en las consolas, admite tanto el juego en línea como fuera de línea (con la excepción de Wii, que carece de multijugador en línea) con hasta cuatro jugadores, mientras que las versiones de Microsoft Windows y Nintendo DS solo admiten dos jugadores locales y carecen de funciones como el juego en línea y el acceso para descargar varios paquetes DLC. You Don't Know Jack fue en general bien recibido y fue visto como un regreso humorístico a la forma de la serie, aunque se criticó la falta de juego en línea o contenido adicional para la versión de Windows.

## Jugabilidad
You Don't Know Jack se desarrolla como un programa de trivia ficticio para uno a cuatro jugadores (a excepción de las versiones de Microsoft Windows y Nintendo DS, que son para uno o dos jugadores), con el objetivo de ganar la mayor cantidad de dinero virtual al final del juego. Cada juego utiliza un conjunto predefinido de diez preguntas de más de setenta episodios, tituladas con el nombre del patrocinador ficticio del programa. La mayoría de las preguntas son de opción múltiple, con una respuesta correcta y tres incorrectas, junto con un temporizador de 20 segundos que comienza a correr una vez que se ha presentado la pregunta por completo. Todos los jugadores juegan al mismo tiempo, ingresando su elección de respuesta antes de que se acabe el tiempo. Si un jugador acierta, recibe una cantidad base en dólares más un bono definido por la rapidez con la que responde, mientras que si no responde la pregunta, pierde una cantidad similar de dinero. No responder no afecta la puntuación del jugador.
En los juegos multijugador, a cada jugador también se le da una única oportunidad de «engañar» a otro jugador, obligándolo a responder la pregunta en un período de tiempo mucho más corto. Si el jugador engañado responde incorrectamente o no responde dentro del límite de tiempo, el jugador que engañó a ese jugador recibe dinero de él. Sin embargo, si el jugador estafado responde correctamente, ese jugador también le roba dinero al jugador que lo estafa.
Las trivia del juego se basan en conocimientos generales de varios campos, incluida la ciencia, la historia y la geografía, combinados con entretenimiento contemporáneo, celebridades y otras noticias; el juego, así como la serie, a menudo se describe como «la alta cultura se encuentra con la cultura pop». Por ejemplo, una pregunta pide a los jugadores identificar qué título de película de Jennifer Aniston probablemente hubiera sido más adecuado para una comedia romántica hipotética escrita por Albert Einstein sobre las interacciones entre neutrones y electrones, y la respuesta es «Él simplemente no está tan interesado en ti». La mayoría de las preguntas se presentan en el formato estándar de opción múltiple, pero algunas de ellas utilizan conceptos recurrentes, como preguntas basadas en un mensaje de una galleta de la suerte, preguntas sobre un sueño que tuvo Cookie basado en una película o preguntas leídas a través del muñeco de ventrílocuo de Cookie que incorpora un impedimento del habla que puede hacer que la pregunta sea más difícil de entender. Un tipo particular de pregunta permite a los jugadores elegir entre las mismas cuatro opciones de respuesta, a saber, Canguro, Maní, Albert Einstein y Urano.
Además de las preguntas habituales, cada episodio suele incluir una pregunta «DisOrDat». Esta pregunta da a los jugadores siete palabras o frases que deben identificar como una de dos clasificaciones posibles o, en algunos casos, ambas. Por ejemplo, una serie de DisOrDat pide a los jugadores que identifiquen términos que podrían ser características de un teléfono Nexus One, un champú Nexxus o ambos. En el juego fuera de línea, solo juega un jugador, mientras que otros jugadores intentan robar dinero acertando la respuesta si el jugador principal se equivoca. En el juego en línea, todos los jugadores juegan al DisOrDat simultáneamente. Además, en cada episodio, los jugadores tienen el reto de buscar la «Respuesta incorrecta del juego», que aparece en una de las preguntas y es insinuada por el patrocinador del episodio; por ejemplo, en un episodio patrocinado por una empresa de cunas para bebés, la respuesta «Cuna de gato» es la «Respuesta incorrecta» que coincide con el patrocinador. Elegir esta respuesta no penaliza al jugador, sino que lo recompensa con un gran bono monetario junto con un regalo coleccionable.
Después de completar diez preguntas, la ronda final del juego es siempre el «Jack Attack», donde todos los jugadores compiten entre sí. Antes de la ronda, se muestra una breve pista a los jugadores para describir una relación que deben cumplir, por ejemplo «BFF» (Mejores amigos para siempre). Luego, el juego muestra una palabra o frase y luego pasa a otras frases que los jugadores deben hacer coincidir. Entrar con la respuesta incorrecta hace que los jugadores pierdan dinero; solo el primer jugador que entre en el momento correcto gana y obtiene dinero. Después de siete frases de este tipo, se cuentan las puntuaciones finales y se anuncia el ganador.

## Desarrollo
You Don't Know Jack fue desarrollado por la empresa Jellyvision con sede en Chicago. La serie You Don't Know Jack (YDKJ), aunque popular en la década de 1990 durante el auge de los juegos en computadoras personales, no había tenido un lanzamiento oficial completo desde 1998 con You Don't Know Jack: The Ride. Aunque Jellyvision ofreció algunos juegos de You Don't Know Jack basados en la web en los años intermedios, los desarrolladores abandonaron el mercado de los juegos después de ver el auge de las consolas de juegos domésticos a principios de la década de 2000. Aunque habían considerado adaptar el juego para consolas, y habían producido dos títulos para la PlayStation original, sólo pudieron realizar juegos de You Don't Know Jack con jugadores en el mismo teclado para la entrada. Durante este tiempo, Jellyvision se reinventó como Jellyvision Labs, ofreciendo sus servicios en comunicación entre empresas, incluyendo software fiscal de H&R Block y entrevistas para Equifax.
Alrededor de 2008, la empresa vio que las consolas de juegos habían desarrollado funciones para la conectividad y el juego social. También reconocieron que el mercado para este tipo de juegos de trivia era reducido en ese momento y vieron una posible oportunidad para revitalizar la serie. Cerca de esa época, Jellyvision Labs se escindió en su propia empresa, Jellyvision Games, LLC, que luego se reincorporaría en 2011 como Jellyvision Games, Inc. Harry Gottlieb, el fundador de Jellyvision, reconoció que muchas de las mismas personas que trabajaron en los juegos originales todavía estaban en la empresa y propuso la idea de un nuevo título de You Don't Know Jack a los editores. Después de conseguir a THQ como editor, el desarrollo a tiempo completo del juego comenzó en febrero de 2010. Steve Heinrich, el productor del juego, dijo que el proceso de desarrollo fue «increíblemente rápido», lo que les permitió trabajar simultáneamente en la escritura, el arte, el sonido y la programación, y tuvieron la flexibilidad de tomar decisiones de diseño para mantener el juego simple y divertido. Sin embargo, el personal encargado de redactar las preguntas consideró que algunos de los plazos eran demasiado cortos, lo que les impedía realizar una retroalimentación exhaustiva de la audiencia.
Jellyvision Games no quiso cambiar mucho de los juegos más antiguos para la versión de 2011. Buscaron conservar la mayor cantidad posible de los tipos de preguntas de juegos antiguos, como las preguntas Jack Attack y Dis Or Dat, y actualizaron los juegos para que admitieran el juego en línea. Para contrarrestar otros tipos de preguntas que no se podían jugar en consolas, como las preguntas sin sentido que requerían que los jugadores escribieran una frase, los desarrolladores agregaron nuevas características al juego, como la Respuesta Incorrecta del Juego. Los desarrolladores aprovecharon otras características de las consolas más nuevas: pudieron usar las funciones de vibración de los controladores de la consola para enfatizar el efecto de engañar a otros jugadores y escribieron varios títulos humorísticos para los logros del juego.
Allard Laban, de Jellyvision Games, señaló que, en comparación con 1995, cuando la cultura pop estaba «fragmentada», la aparición de Internet y las redes sociales facilitaron el desarrollo de preguntas para el juego. Al mismo tiempo, con más información y entretenimiento disponibles, los escritores tuvieron que ser selectivos sobre qué partes de la cultura seguirían siendo relevantes; un ejemplo dado por Heinrich fue que, mientras que las preguntas sobre Seinfeld estaban bien, las preguntas sobre Mad About You no lo estaban. Jellyvision Games buscó escritores de comedia, incluso de clubes de comedia locales como Second City e IO, reduciendo el grupo de solicitantes de cientos a seis, incluido el comediante de Second City Tim Sniffen, que había trabajado en iteraciones anteriores de la serie You Don't Know Jack. Se empleó un proceso de capacitación semanal para poner al día a los nuevos escritores y revisar los diálogos escritos previamente para posibles mejoras. Heinrich también aseguró que ese material no se repitió a lo largo del guion del juego. Heinrich estima que cada pregunta del juego fue el resultado de aproximadamente dos horas de trabajo.
La mayor parte del diálogo del juego es proporcionado por el hermano de Harry Gottlieb, Tom, quien había prestado su voz al maestro de ceremonias «Cookie» Masterson en los juegos anteriores y había sido considerado uno de los maestros de ceremonias más populares por los jugadores. A falta de un estudio profesional, la mayor parte de las 100 a 200 horas de diálogo del juego se grabaron en un armario improvisado insonorizado. Tom Gottlieb también estuvo involucrado en el proceso de escritura, ya que Jellyvision Games atribuye gran parte de la personalidad de «Cookie» a su propia interpretación del personaje. Otros efectos de sonido incluyen comerciales falsos que se escuchan antes y después de un juego; algunos de estos incluyen comerciales utilizados en iteraciones anteriores de la serie You Don't Know Jack .  Antes de cada pregunta, el juego incluye breves intersticiales musicales con números animados para introducir la pregunta a través de su número. Estos fueron diseñados para que la música se quedara grabada en la cabeza de los jugadores como algo que recordarían durante todo el día; para evitar que se volvieran demasiado rutinarios, ciertos episodios presentaban variaciones en los intersticiales que serían inesperadas, manteniendo a los jugadores alerta durante todo el juego.
El juego se lanzó en América del Norte el 8 de febrero de 2011. Jellyvision Games ha declarado que están considerando más lanzamientos internacionales, pero que estos serían demasiado caros en este momento. La compañía no descarta que futuras iteraciones del juego se lancen a un mercado más amplio basándose en el éxito de este título.
Una versión inicial de esta versión de You Don't Know Jack fue lanzada para sistemas iOS en abril de 2011. Constaba de veinte episodios de 10 preguntas, pero estaba limitado a un modo para un solo jugador. Jellyvision Games luego retiró la aplicación, en previsión del lanzamiento de un cliente más robusto tanto para iOS como para Android que imitará la aplicación de Facebook, presentando multijugador multiplataforma entre las versiones de iOS, Android y Facebook, y episodios descargables del juego de Facebook.

## Recepción
You Don't Know Jack fue recibido positivamente por los críticos, que estaban encantados no sólo con una nueva entrega de la serie, sino con una que mantenía el mismo humor e ingenio que los juegos anteriores. Seth Schiesel del New York Times elogió el «regreso triunfal, hilarante e incluso esclarecedor» de la serie, citando la creatividad de los guionistas y el trabajo de voz. John Teti, de The AV Club, calificó el título como un «juego asombrosamente bueno» y quedó impresionado de que la escritura del juego fuera tan ingeniosa como los juegos anteriores de la serie a pesar de los años de inactividad. Aunque Teti lamentó la falta de preguntas basadas en el teclado, elogió los nuevos tipos de preguntas y la jugabilidad ya que el cambio general «minimiza los errores y mantiene el ritmo rápido». Greg Miller de IGN consideró que el juego tiene un gran valor, atribuyéndolo al «gran sentido del humor, las rondas inteligentes y las suficientes preguntas para mantenerte ocupado por un rato».
Kevin Kelly de G4 TV elogió el trabajo de voz, particularmente el de «Cookie», ya que «Sin Cookie, este juego rápidamente sería simplemente otro juego de trivia olvidable». Jeff Cork, de Game Informer, consideró el juego «una prueba de que los juegos no necesitan ser excesivamente complejos para ser divertidos», y elogió la escritura «de primera categoría». Chris Watters de GameSpot comentó que la estructura de cada episodio puede volverse repetitiva, y que comúnmente la ronda de Jack Attack decidiría el ganador del juego, negando las preguntas anteriores, pero aun así consideró la «gran cantidad de escritura legítimamente inteligente y sorprendentemente divertida» un aspecto clave para hacer de You Don't Know Jack «uno de los juegos de trivia más entretenidos del mercado». Nathan Grayson, de GamePro, fue más crítico con la falta de características del juego, considerando que el número de preguntas es «dolorosamente corto» en comparación con Buzz! serie de juegos de trivia, la presentación «absolutamente básica» y el sentido del humor algo infantil del juego. Aunque Steve Tilley de Toronto Sun en general elogió el humor del juego, notó la falta de variedad de modos de juego, y que jugar con gente en línea puede verse arruinado por aquellos que ya habían jugado todos los episodios del juego.
Tanto la versión para Microsoft Windows como la de Nintendo DS fueron criticadas por limitar el número de jugadores a dos. La versión de Windows fue particularmente criticada porque no permitía el juego en línea, una característica disponible en las versiones de Xbox 360 y PlayStation 3, ni recibía el contenido descargable para el juego. Se lamentó la falta de multijugador en la versión para iOS retirada, aunque las otras facetas del humor del juego se mantuvieron.